# Kaalijoen, Pyydysmäen, Kontojan ja Saviojan taponlehtilehdot
Kaalijoen, Pyydysmäen, Kontojan ja Saviojan taponlehtilehdot este o arie protejată (arie specială de conservare — SAC, sit de importanță comunitară — SCI) din Finlanda întinsă pe o suprafață de 40 ha, integral pe uscat.

## Localizare
Centrul sitului Kaalijoen, Pyydysmäen, Kontojan ja Saviojan taponlehtilehdot este situat la coordonatele 60°47′02″N 26°20′10″E / 60.7839°N 26.3361°E.

## Înființare
Situl Kaalijoen, Pyydysmäen, Kontojan ja Saviojan taponlehtilehdot a fost declarat sit de importanță comunitară în august 1998 pentru a proteja 1 specie de animale. Situl a fost protejat și ca arie specială de conservare în aprilie 2015.

## Biodiversitate
Situată în ecoregiunea boreală, aria protejată conține 4 habitate naturale: Cursuri de apă de la nivel de câmpie la nivel montan, cu vegetație Ranunculion fluitantis și Callitricho-Batrachion, Izvoare fino-scandinave și mlaștini produse de izvoare bogate în minerale, Taiga vestică, Păduri fino-scandinave bogate în ierburi cu Picea abies.
La baza desemnării sitului se află o specie protejată de  mamifere: veveriță zburătoare siberiană (Pteromys volans).
Pe lângă speciile protejate, pe teritoriul sitului au mai fost identificate 1 specie de plante.